# MC68060

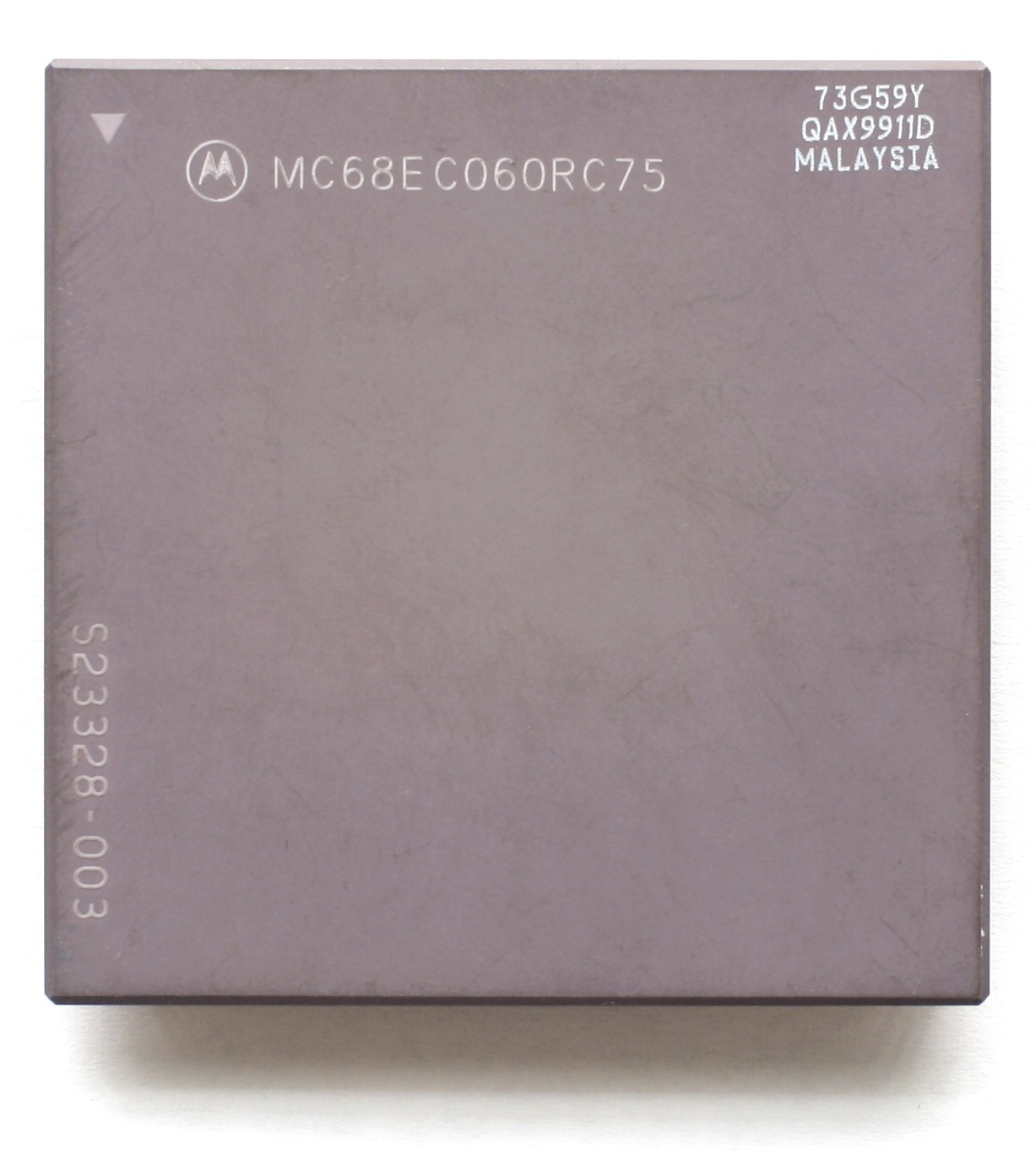
Motorola 68EC060

MC68060 – ostatni mikroprocesor firmy Motorola należący do rodziny M68000. Wprowadzony do produkcji w roku 1993 i nadal produkowany przez Freescale Semiconductor. Używa architektury superskalarnej i potokowej. Nie używa mikrokodu, ma pewne cechy charakterystyczne dla architektury RISC.
Pozostałe zmiany w stosunku do MC68040:
- rozszerzenie pamięci podręcznej do 8 KB,
- większa oszczędność energetyczna (zasilanie 3,3 V),
- wprowadzenie techniki przewidywania skoków względnych (ang. branch prediction).

Dostępny jest w obudowach PGA i BGA. Występują modele taktowane zegarem 50 MHz i 66 MHz. Procesor zasilany jest napięciem 3,3 V. Ostatnia rewizja Rev 6. (oznaczenie w prawym górnym rogu: 71E41J) z maską 006 (oznaczenie w lewym dolnym rogu) pracuje przy 110 MHz, co zostało wykorzystane w kartach dla Atari Falcon.
Ponadto istnieją:
- 68EC060 – 68060 bez koprocesora i bez MMU,
- 68LC060 – 68060 bez koprocesora.

Modele EC i LC dostępne są też w wersji 75 MHz.
Procesor znalazł zastosowanie między innymi w komputerach DraCo (klon Amigi) oraz Phenix (komputer), Hades i Milan (klony Atari ST, Atari TT). Używany także w kartach rozszerzeń do starszych komputerów Amiga i Atari Falcon.